# Apatura beroe
Apatura beroe är en fjärilsart som beskrevs av Georg Wolfgang Franz Panzer 1804. Apatura beroe ingår i släktet Apatura och familjen praktfjärilar. Inga underarter finns listade i Catalogue of Life.